# Modulação (música)
Na música modulação é um processo usado para modificar a tonalidade de um trecho musical ou de uma parte da música. O termo é modulação devido ao próprio significado da palavra:
No artigo modulação (wikipédia pt) lê-se:
Modulação é o processo de variação de altura (amplitude), de intensidade, frequência, do comprimento e/ou da fase de onda numa onda de transporte, que deforma uma das características de um sinal portador (amplitude, fase ou frequência) que varia proporcionalmente ao sinal modulador.
De fato, musicalmente, conhecendo-se que a música trabalha com o som que consiste de ondas sonoras, o termo é eficaz e correto, sendo que já se emprega desde o período clássico.

## Descrição
Modular uma música consiste, na maioria das vezes, mudá-la de uma tonalidade para outra. A maioria das composições (especialmente as mais longas) usa modulações para explicar melhor as ideias musicais de um ou outro trecho devido ao fato que modular cria um contraste sonoro entre o conteúdo musical que está ocorrendo e o próximo (após a modulação).
Desde o período barroco, e provavelmente desde antes dele, já existia o hábito da modulação. No início as modulações eram mais comuns em peças longas, que se dividiam em "movimentos" como a suíte e posteriormente o concerto. Depois passou a ser mais popular mesmo entre peças curtas como minuetos e prelúdios onde havia uma parte "A" em uma tonalidade (por exemplo, maior) e uma parte "B" em outra (por exemplo, menor relativa da primeira).
Era muito comum (em alguns momentos da história era mesmo regra) modular para tons vizinhos (relativa, dominante ou subdominante), mas após (e mesmo antes e durante, em menor escala) o período romântico passou-se a executar modulações sem uma regra formal e até de modo a fugir do tradicional pelos mais inovadores.
As modulações, atualmente acontecem com frequência em todos os estilos e gêneros musicais, da música erudita até a música mais popular.

## Aplicabilidade prática
Na composição musical, costumamos modular para marcar diferenças entre trechos de uma mesma peça (que pode ser feita de mais de uma música) ou para atender exigências técnicas de tessitura e instrumentação.
Por exemplo, se vou criar uma música que possui dois episódios, um alegre (parte A) e um triste (parte B), posso, para clareza dos períodos musicais, modular de um para outro. Se estou fazendo esta música em lá maior, posso criar a parte "A" em lá maior (A) e na "B" modular para fá sustenido menor (F#m), seu relativo menor. Nestes casos, é comum o uso do coda para retornar a tonalidade inicial e concluir a peça.
Obras mais longas como concertos e sinfonias usam mais de um movimento em seu desenvolvimento, que geralmente diferencia-se do inicial através de modulações e diferenças de andamentos. Isso fez que os movimentos de uma sinfonia, sonata ou peças longas ficasse conhecido (nomeado) pela sua tonalidade seguida do seu andamento, por exemplo: Sinfonia Heróica (nome da obra) I movimento (nome/parte da música) Allegro (andamento) em Lá Maior (tonalidade). Dir-se-ia então para esta peça: I movimento, Allegro em Lá Maior da Sinfonia Heróica.
O hábito da modulação esta diretamente ligado a composição. Mesmo em músicas populares ele está presente (ou faz-se necessário).
O exemplo em cima está na tonalidade frígio. Para o uso prático em hinários tem que ser cifrado com acordes maiores e menores do sistema moderno. Não existem acordes frígios. Por isso cada trecho é harmonizado em outra tonalidade, que foi escolhida por encaixar se melhor na melodia e sustentar e puxar melhor a melodia e o canto congregacional. Os primeiros dois compassos estão em C, mas com a aplicação do E, um tom afastado de C, a música modula para Am, mais exatamente Lá menor harmónico. O processo se repete nos próximos quatro compassos. No meio, em cima do texto "Ó fronte outrora…" a música modula através do G, F e Dm6 para o C. O G, F e Dm6 são tons vizinhos do C, e tons vizinhos são o meio clássico da modulação. Depois de o E aparecer outra vez, a música volta para Am, mas pouco depois o D com seu Fá# na terça modula para G. O final é difícil, porque não existe um acorde lídio. Se construir um acorde a três sairia Em, que, porém, soa muito estranho nesse hino. Por essa dúvida o hinário luterano cifrado oferece logo três soluções: Uma tenta um final em C, as outras duas chegam através de uma modulação mais complicada ao E.
Em um hino as modulações são geralmente passageiras, a maioria dos hinos volta no final ao seu tom original. Também sonatas, sinfonias e outras músicas maiores voltam no final ao seu tom original, mas existem trechos longos que ficam em um tom diferente. Em alguns casos muda até a armadura.
Já em muitas músicas populares de bandas acontece uma modulação para meio-tom (ou, às vezes, mais). É um meio fácil para aumentar a intensidade. Nesse caso a música não volta ao original. Na cântico "Fico Feliz", de Aline Barros, o tom sobe duas vezes por meio-tom, sendo a primeira estrofe com refrão em Bb, a segunda em B e a terceira em C.

## Exemplos de músicas que possuem modulação
- Pyotr Ilyich Tchaikovsky - Sinfonia No. 5 (Tchaikovsky)
- Beethoven - Todas as sinfonias
- Chopin - Todos os Concertos
- Pixinguinha - Quase todos os chorinhos
- Bach - Concertos de Bradenburgo, Mínuetos, sonatas
- Zequinha de Abreu - Tico-Tico no Fubá
- Baden Powell - Canto de Ossanha
- Edu Lobo - Ponteio
- Vinícius de Moraes - Arrastão
- Roupa Nova - Sapato Velho
- Roberto Carlos - Como vai você
- Mercedes Sosa - Yo Vengo a Oferecer mi Corazón
- Djavan - Nem um Dia, Oceano
- Toquinho - Tarde em Itapoã
- Adoniran Barbosa - Trem das Onze
- Lulu Santos - Tempos modernos
- Valzinho - Óculos Escuros
- Guns N' Roses - November Rain